# Indische Badmintonmeisterschaft 2006/07
Die Indische Badmintonmeisterschaft der Saison 2006/2007 fand vom 20. bis zum 28. Januar 2007 in Patna statt. Ausrichter war die Bihar Badminton Association. Es war die 71. Austragung der nationalen Titelkämpfe im Badminton in Indien.

## Finalergebnisse
| Disziplin    | Sieger                        | Finalist                             | Ergebnis     |
| ------------ | ----------------------------- | ------------------------------------ | ------------ |
| Herreneinzel | Chetan Anand                  | Anand Pawar                          | 21-18, 21-17 |
| Dameneinzel  | Saina Nehwal                  | Aditi Mutatkar                       | 21-19, 21-16 |
| Herrendoppel | Rupesh Kumar Sanave Thomas    | Valiyaveetil Diju J. B. S. Vidyadhar | 21-9, 21-19  |
| Damendoppel  | Jwala Gutta Shruti Kurien     | Aparna Balan                         | 21-17, 21-11 |
| Mixed        | Valiyaveetil Diju Jwala Gutta | Manuel Vineeth Jyotshna Polavarapu   | 21-8, 21-5   |